# Остров III
«Цилиндр О’Нилла», также известный, как Остров III, — космическая станция типа «космическое поселение», предложенная физиком Джерардом О’Ниллом в его книге «Высокий Рубеж». В книге О’Нилл описал колонизацию космоса в XXI веке с использованием лунных материалов.
Цилиндр О’Нилла представлял собой два очень больших вращающихся в противоположных направлениях цилиндра, каждый по 5 миль (8 километров) в диаметре и 20 миль (32 километра) в длину, связанные друг с другом с концов штоками через систему подшипников. Вращаясь, они создают искусственную гравитацию на своей внутренней поверхности за счёт центробежной силы.

## Обстоятельства
Будучи в то время преподавателем в Принстонском Университете, О’Нилл вместе со студентами задумал проект большой орбитальной платформы, с намерением показать, что освоение космоса и жизнь там — желанная и достижимая цель. Несколько проектов были достаточно большими для создания благоприятной среды обитания человека. Этот совместный результат подсказал ему идею цилиндра, и этот проект впервые был опубликован О’Ниллом в сентябре 1974 года в статье «Физика сегодня».

## Остров Один, Два и Три
О’Ниллом были созданы три означенных проекта:
Остров I — сфера, окружностью в милю (1681 фут или 512.27 метра в диаметре) которая вращалась и люди жили в её экваториальной области (См. Сфера Бернала.) Позже НАСА (NASA/Ames) в исследовании в Стэнфордском университете разработали альтернативную версию Острова Один: Стэнфордский тор, тороидальной формы 1600 метров (примерно, миля) в диаметре.
Остров II — также сфера, только 1600 метров в диаметре.
Остров III — два вращающихся в противоположных направлениях цилиндра, каждый 5 миль (8 км) в диаметре и до 20 миль (32 км) в длину. Каждый цилиндр имеет шесть равных участков полос по длине цилиндра; три окна, три «страны». Более того, внешние сельскохозяйственные кольца, 10 миль (16 км) радиусом, вращаются с разными скоростями в целях ведения разных видов сельского хозяйства. Промышленный блок расположен в середине (позади блока спутниковых антенн), где минимальная гравитация или полная невесомость способствует проведению некоторых операций для производства ряда материалов.
Чтобы избавиться от колоссальных расходов на транспортировку материалов для сборки с Земли, эти станции должны были изготавливаться с помощью материалов, транспортируемых из космоса, например, с Луны с помощью, например, электромагнитной катапульты.

## Искусственная гравитация
Цилиндры вращаются, создавая искусственную гравитацию на их внутренних поверхностях. При большом радиусе цилиндр будет вращаться со скоростью в 40 оборотов в час, имитируя обычное земное притяжение. Изучение человеческого фактора при вращении в ссылках

 показывает, что почти ни один (при такой низкой скорости движения) человек, как показывает опыт, не страдает от морской болезни при действии эффекта Кориолиса на внутреннее ухо. Люди могут замечать направление вращения при повороте головы, также при падении предметов они будут отклоняться на несколько сантиметров. Центральная ось может быть зоной невесомости, и она была предусмотрена для средств обслуживания и восстановления.

## Атмосфера и радиация
Станцию планировалось обеспечивать атмосферой с давлением, равным половине земного, и состоящей из 40 % кислорода и 60 % азота. Такое давление позволяло сохранить воздух и уменьшить нагрузку на стены. В этом масштабе воздух внутри цилиндра обеспечивает адекватное ограждение против космических лучей.

## Солнечный свет
Большие зеркала с обратной стороны каждой полосы-окна. Открытая кромка окон указывает на Солнце. Назначение зеркал — отражать солнечный свет внутрь цилиндра через окна. Ночь имитируется открытием зеркал, позволяя окнам отображать вид открытого космоса; что также позволяет излучать лишнее тепло в космос. В течение дня отражённый солнечный свет за счет движения зеркал движется, порождая эффект обычного изменения угла падения лучей света на Земле. Хотя невидимый невооруженному глазу образ Солнца может быть наблюдаем при вращении цилиндра. Свет, отражённый зеркалами, поляризуется, что может путать пчёл.
Пропуская свет в станцию, большие окна охватывают всю длину цилиндра. Они не составлены из одного единственного стекла, но задуманы разделёнными на множество маленьких секций, дабы упредить возможные повреждения, и алюминиевый или стальной каркас окон может выдержать удар извне или давление воздуха внутри станции.
Иногда метеорит может разбить оконное стекло. Это может явиться причиной некоторой потери атмосферы, но подсчёт показывает, что такие случаи не могут быть катастрофическими, по сравнению с огромным объёмом станции. Во избежание этого следует использовать эластичные и при этом очень прочные материалы.

## Пространственный контроль
Станция и её зеркала могут быть ориентированы на Солнце. О’Нилл и его студенты тщательно проработали методику постоянного поворота станции на 360° через вращение по орбите без использования реактивной тяги.
Первая пара устройств может быть раскручена с применением моментального колеса — специального устройства, вроде маховика. Если вращение одного устройства незначительно замедлится, два цилиндра будут вращаться каждый по-своему. Однажды плоскость, имеющая вид двух осей вращения перпендикулярных орбите (вращающейся оси), каковой является пара цилиндров, может отклониться от направления на Солнце, тогда будет приводиться в движение сила между двумя подшипниками: это будет вызывать на обоих цилиндрах эффект гироскопической прецессии, и система будет отклоняться в одном направлении, что вызовет отклонение в другом направлении. Вращение конструкций в противоположном направлении не нейтрализует гироскопического эффекта, и так эта слабая прецессия вызывает вращение конструкции на орбите и ориентирует её на Солнце.

## Остров III в фантастике
В научной фантастике «Остров III» был представлен в кинофильме «Интерстеллар». В конце фильма герой попадает на эту крупномасштабную космическую станцию, строение которой было очень похоже на один из цилиндров Острова III.
Станция “Цитадель” из серии игр Mass Effect также очень похожа по своему устройству на “Остров III”, как и станция "Вавилон-5" из одноименного сериала.